# Román Strada
Román Alex Strada (Monte Buey, Provincia de Córdoba, Argentina; 16 de agosto de 1987) es un exfutbolista argentino. Jugaba como mediocampista por derecha y su primer equipo fue Alumni de Villa María. Su último club antes de retirarse fue Sportivo Belgrano.

## Trayectoria
En el año 2009 tuvo sus comienzos en el Club Atlético Alumni, equipo que actualmente juega en el Torneo Federal B, allí permaneció hasta el año 2011, jugó 64 partidos y marcó 11 goles. Dejó el club de la ciudad de Villa María para incorporarse a Talleres de Córdoba, en dónde se quedó una temporada (2011-2012), disputó 22 partidos y convirtió 6 tantos.
En el año 2012, se sumó a Santamarina de Tandil para jugar dos temporadas en el Torneo Argentino A hasta el 2014. En esos años participó en 59 encuentros y anotó 7 goles. En el 2014, Santamarina logró el ascenso a la B Nacional, y se quedó en la institución un año más, jugó 35 partidos y marcó 4 goles.
Luego, en el año 2015 pasó a Douglas Haig de Pergamino, equipo que actualmente descendió al Federal A, pero que en ese año jugaba en la B Nacional. En el Fogonero jugó 31 partidos y anotó 3 goles. Dejó el equipo de la provincia de Buenos Aires, y se sumó a Guillermo Brown de Puerto Madryn, club que peleó por el segundo ascenso a la máxima categoría del fútbol argentino, allí participó en 40 partidos y marcó 7 goles.

## Clubes
| Club                | País                | Año                 | PJ  | G  | Prom. |
| ------------------- | ------------------- | ------------------- | --- | -- | ----- |
| Alumni (VM)         | Argentina           | 2009 - 2011         | 64  | 11 | 0,17  |
| Talleres (C)        | Argentina           | 2011 - 2012         | 26  | 7  | 0,26  |
| Ramón Santamarina   | Argentina           | 2012 - 2015         | 99  | 12 | 0,12  |
| Douglas Haig        | Argentina           | 2015 - 2016         | 32  | 3  | 0,09  |
| Guillermo Brown     | Argentina           | 2016 - 2017         | 40  | 7  | 0,17  |
| Quilmes             | Argentina           | 2017 - 2018         | 13  | 1  | 0,07  |
| Mitre (SdE)         | Argentina           | 2018 - 2019         | 15  | 0  | 0,00  |
| Ramón Santamarina   | Argentina           | 2019                | 13  | 0  | 0,00  |
| Sportivo Belgrano   | Argentina           | 2020 - 2021         | 28  | 3  | 0,10  |
| Total en su carrera | Total en su carrera | Total en su carrera | 330 | 44 | 0,13  |